# Gen non-binar
Non-binaritatea (engleză : non-binary sau genderqueer) reprezintă un termen umbrelă pentru identitățile de gen care nu sunt exclusiv masculine sau feminine. Aceasta constă în existența unui spectru de identități de gen, care nu sunt exclusiv masculine sau feminine, ci mai degrabă cad în afara acestei binarități.  Unele identități non-binare pot fi considerate ca făcând parte din categoria transgender, deoarece multe persoane non-binare se identifică cu un gen diferit de sexul atribuit la naștere.  Alte identități  fiind că unele persoane intersex sunt, de asemenea, non-binare. 
Persoanele non-binare sunt acele persoane care se identifică cu două sau mai multe genuri (bigender sau trigender);   nici un gen (agender, fără gen sau neutrois); o identitate de gen fluctuantă (genderfluid);  un al treilea gen (categorie care include acele persoane care nu pun un nume genului lor).  Aceste persoane sunt parte din și reprezentate de comunitatea LGBTQIA+. 
Identitatea de gen este separată de orientarea sexuală sau romantică,  și persoanele care se identifică non-binar au o varietate de orientări sexuale, la fel precum persoanele cisgen. 
Un gen non-binar nu este asociat cu o expresie de gen specifică, cum ar fi androginia. Persoanele non-binare ca grup au o mare varietate de expresii de gen, iar unele pot respinge „identitățile” de gen cu totul. 
Există trei identități de gen identificate la oameni: cisgen, transgen, non-binar. Persoanele non-binare sunt parte a comunității LGBTQIA+
Utilizarea pronumelor non-binare poate duce la egalitatea de gen prin eliminarea genurilor binare, în mod specific utilizarea genului neutru. Astfel prin programare neuro-lingvistică (NLP) generațiile următoare nu mai fac diferențieri de capacitate și putere între sexe și genuri. 
Identitatea de gen nu are legătură cu reproducerea sexuată. O persoană cisgen, transgen sau non-binară, fiind biologic de sex masculin sau feminin, bărbat sau femeie, în marea majoritate a cazurilor, poate avea sau nu progenituri. Sexul reproducător nu necesită o identitate de gen specifică, în timp ce reproducerea necesită doar un singur act de copulare pentru a fertiliza ovulul prin spermatozoizi.

## Definiții și identități
Termenul de genderqueer își are originea în revistele queer din anii '80 și este un precursor al termenului non-binar.  Pe lângă faptul că este un termen umbrelă, genderqueer a fost folosit ca adjectiv pentru a se referi la orice persoană care transgresează distincțiile dintre genurile tradiționale, indiferent de identitatea de gen definită de sine. Indivizii își pot exprima genul într-un mod non-normativ prin neconformarea cu categoriile binare de gen „bărbat” și „femeie”.  Genderqueer este termenul prin care se identifica anumite persoane care contestă construcțiile sociale binare ale genului. 
Termenul a fost utilizat și de cei care descriu ceea ce simt ca o ambiguitate de gen.  Androginia este frecvent utilizată ca termen descriptiv pentru persoanele din această categorie. Acest lucru se datorează faptului că termenul androginie este strâns asociat cu un amestec de trăsături masculine și feminine definite social.  Cu toate acestea, nu toate persoanele genderqueer se identifică ca fiind androgine. Unele se consideră mai degrabă ca fiind femei masculine, bărbați feminini sau combină genderqueer cu alte opțiuni de gen. 
Multe referințe folosesc termenul transgender pentru a include persoanele genderqueer/non-binare.    Fundația Human Rights Campaign și Gender Spectrum folosesc termenul de gen-în-expansiune pentru a transmite „o gamă mai largă și mai flexibilă de identități și/sau expresii de gen decât cea tipică asociată cu sistemul binar de gen”. 
Bigender, bi-gen sau gen dual este o identitate de gen care include oricare două identități și roluri de gen. Prin identificarea ca bigender, cel mai des se înțelege că o persoană se identifică ca fiind atât masculin cât și feminin, sau se deplasează între expresia de gen masculină și cea feminină, având două identități de gen distincte simultan sau fluctuând între ele.    Acest lucru diferă de termenul genderfluid, întrucât cei care se identifică ca fiind genderfluid pot experimenta un spectru larg de identități de gen într-un interval mai scurt sau mai lung de timp.   Asociația Americană de Psihologie descrie identitatea bigender ca parte a identităților transgender.  Unii indivizi bigender exprimă două aspecte de caracter distincte, care pot fi identități feminine, masculine, agender, androgine sau alte identități de gen; alții constată că se identifică ca două genuri simultan. Un sondaj realizat în 1999 de către Departamentul de Sănătate Publică din San Francisco a observat că, în rândul comunității transgender, 3% dintre cei care au fost repartizați bărbați la naștere și 8% dintre cei care au fost repartizați femei la naștere s-au identificat drept „travestiți, cross-dresser, drag queens sau o persoană bigender”.  Într-un sondaj Harris din 2016, realizat în numele GLAAD, s-a constatat că 1% din Generația Y se identifică ca bigender.  
Persoanele genderfluid exprimă deseori dorința de a rămâne flexibili în ceea ce privește identitatea de gen, mai degrabă decât să adopte o singură definiție.  Acestea pot fluctua între diferite expresii de gen de-a lungul vieții lor sau pot exprima caracteristici de la mai multe genuri în același timp.   O persoană genderfluid se poate identifica de asemenea ca bigender - schimbarea între masculin și feminin; sau ca trigender - schimbarea între acestea și un al treilea gen. 
Persoanele agender („ a -” însemnând „fără”), denumiți și fără gen,   sunt cele care se identifică ca neavând gen sau o identitate de gen.    Deși această categorie include o gamă largă de identități care nu sunt conforme cu rolurile de gen tradiționale, savantul Finn Enke afirmă că persoanele care se identifică cu oricare dintre aceste poziții ar putea să nu se autoidentifice neapărat ca transgender.  Persoanele agender nu au un set specific de pronume; singularul "they" din limba engleză este cel mai utilizat, dar nu este implicit.  Neutrois și agender au fost două din 50 de genuri personalizate disponibile pe Facebook, care au fost adăugate la 13 februarie 2014.  Agender este disponibil și ca opțiune de gen pe OkCupid începând cu 17 noiembrie 2014. 
Demigender este identitatea de gen a persoanelor care se identifică parțial sau mai ales cu un gen și, în același timp, cu un alt gen.   Există mai multe subcategorii ale acestei identității. Un demi-băiat sau demi-bărbat, de exemplu, se identifică cel puțin parțial cu a fi băiat sau bărbat, indiferent de sexul și genul care li s-a atribuit la naștere, în timp ce alte părți ale identității lor ar putea fi atribuite altor genuri, genderfluid sau nici unui alt gen (agender). O persoană demiflux simte că partea stabilă a identității sale este non-binară. 
Persoanele transfeminine și transmasculine sunt acelea care, deși li s-a atribuit, respectiv, bărbat sau femeie la naștere, se aliniază mai degrabă cu feminitatea sau masculinitatea, neidentificându-se pe deplin ca femeie sau bărbat. 

## Istorie

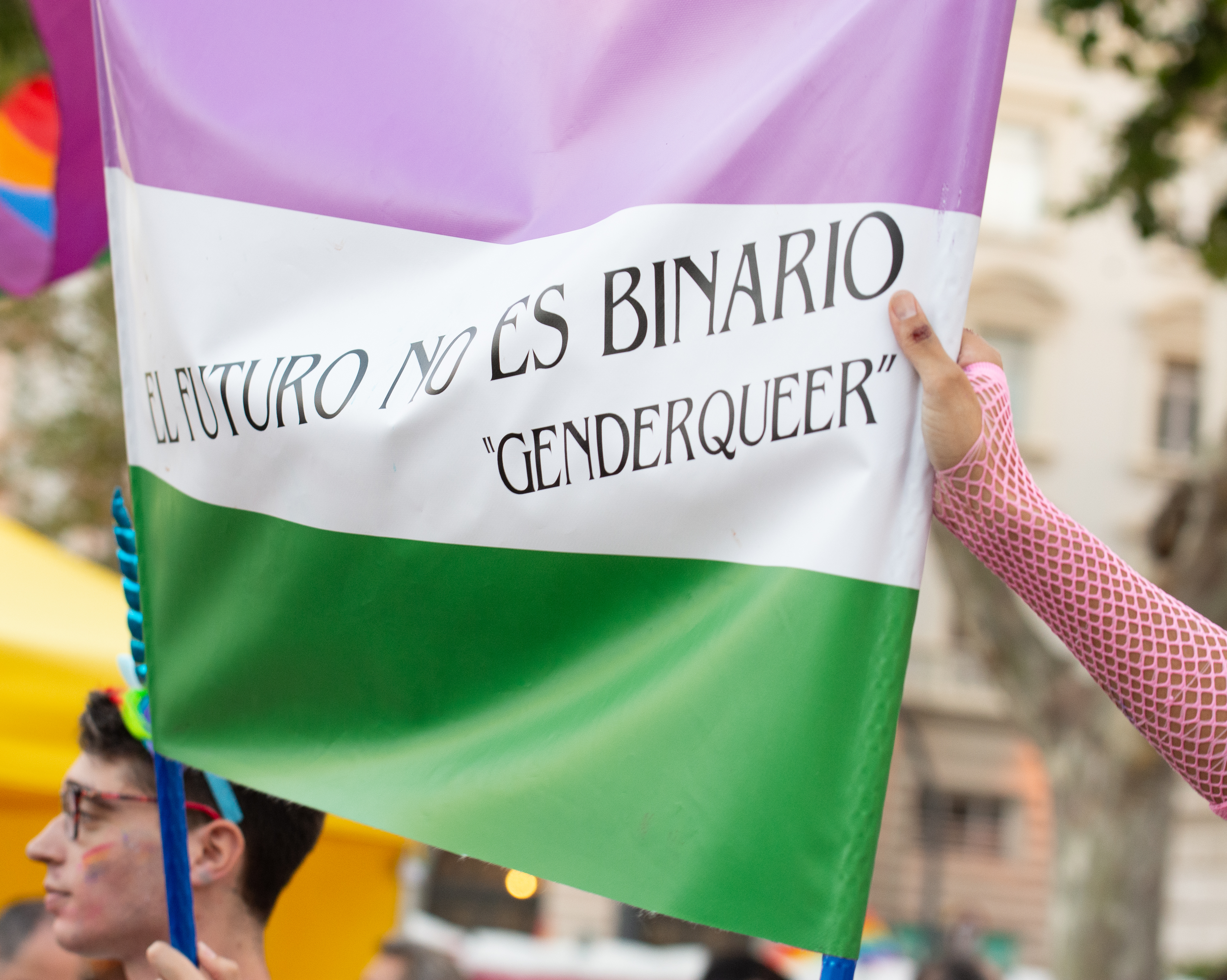
Un drapel genderqueer în Valencia pe care scrie: „Viitorul nu este binar”

În 1992, după publicarea Transgender Liberation: A Movement Whose Time Has Come de Leslie Feinberg, definiția termenului transgender a fost lărgită pentru a îngloba variația de gen în mod general.  Acest lucru este evidențiat în 1994, când activista Kate Bornstein a scris „Toate categoriile ce se găsesc sub umbrela termenului transgender au în comun faptul că încalcă una sau mai multe reguli de gen: Ceea ce ne unește este faptul că suntem proscriși ai genului, fiecare dintre noi.”  Termenul de genderqueer a fost folosit la mijlocul anilor '90. Riki Anne Wilchins este adesea asociată cu cuvântul genderqueer, în special datorită contribuțiilor sale la Genderqueer: Voices Beyond the Sexual Binary, care a fost publicată în 2002.  În 1995, ea a fost publicată și în buletinul informativ „In Your Face”, unde a folosit termenul genderqueer.  În acea publicație, termenul pare să se refere la persoane cu expresii de gen complexe sau fără nume, care nu se potrivește cu definiția generală folosită astăzi. Wilchins a declarat că se identifică ca genderqueer în autobiografia sa din 1997. 
Internetul a popularizat termenul de genderqueer, deoarece un public larg a putut fi atins foarte repede.  În 2008, The New York Times a fost ziarul de renume care a publicat cuvântului genderqueer.  În anii 2010, acest termen a devenit și mai popularizat, deoarece multe celebrități au început să identifice public ca fiind neconforme de gen.  În 2012, Proiectul Intersex & Genderqueer Recognition a fost început pentru a pleda pentru extinderea opțiunilor de gen pe documentația oficială.  În 2016, Jamie Shupe a fost prima persoană care a înregistrat un gen non-binar pe documente oficiale din Statele Unite. 
Unele persoane genderqueer  sunt tratate medical pentru disforie de gen prin chirurgie sau hormoni, la fel precum bărbații și femeile transgender.

## Neutralitatea de gen
Neutralitatea de gen este mișcarea de a pune capăt discriminării între femei și bărbați în societate, prin mijloace de limbaj neutru de gen, sfârșitul segregării sexuale și alte mijloace.

## Pronume și titluri

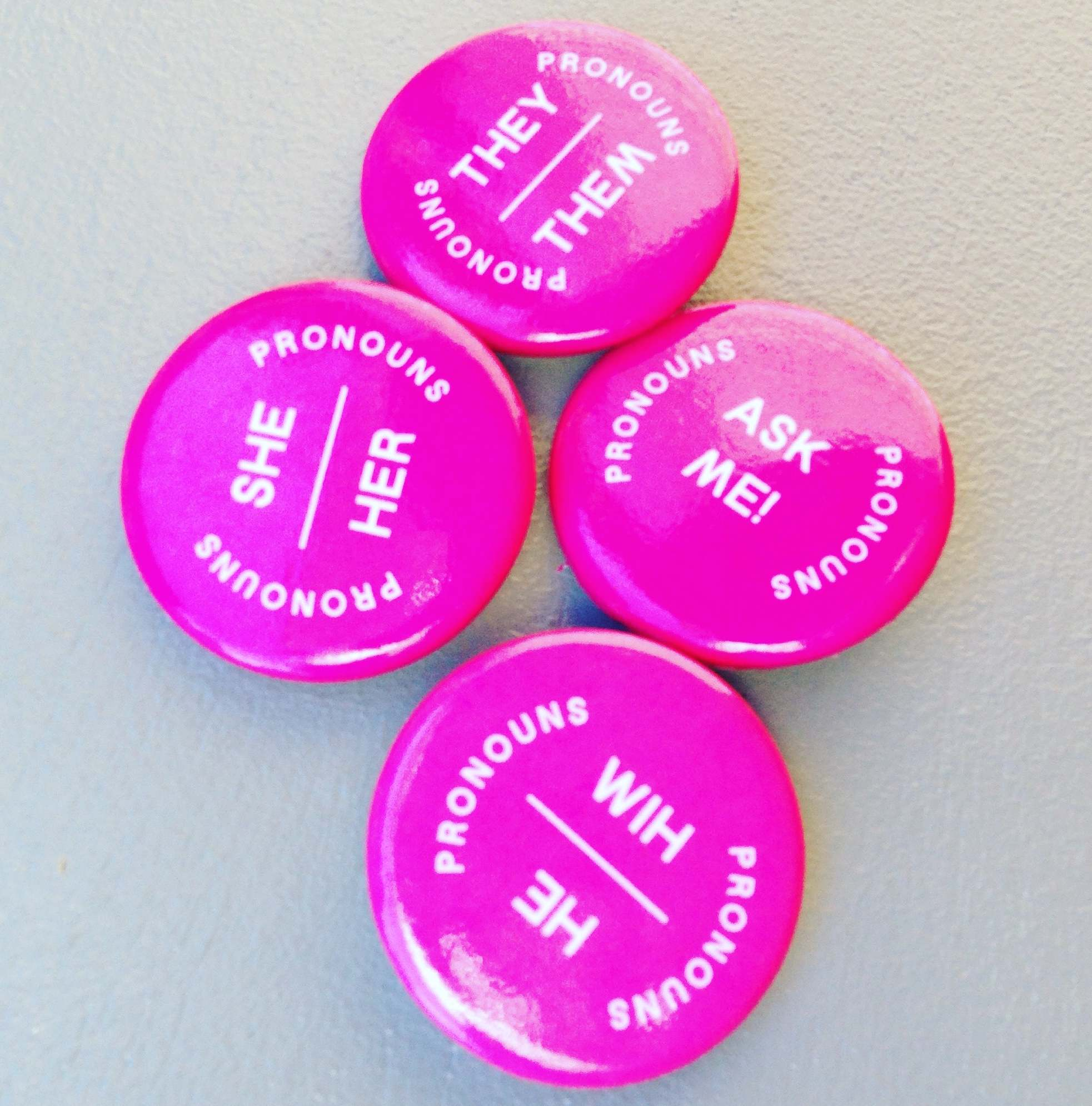
Insigne cu pronume la un festival de artă și tehnologie din 2016

Unele persoane non-binare/genderqueer preferă să folosească pronume neutre de gen . Utilizarea singularului „they”, „their” și „them” în limba engleză este întâlnit cel mai frecvent;  ”ze”, ”sie”, ”hir”, ”co”, și ”ey” sunt de asemenea utilizate. Alții preferă pronumele convenționale „ea” sau „el”. De asemenea, unele persoane preferă să fie menționate alternativ ca „el” și „ea” sau preferă să folosească doar numele lor și să nu folosească deloc pronume.  Mulți preferă un limbaj neutru suplimentar, cum ar fi titlul „Mx.” în limba engleză în locul domnului sau doamnei. 

## Recunoașterea legală
În societatea de astăzi, multe persoane non-binare/genderqueer utilizează în continuare genul care le-a fost atribuit la naștere pentru afaceri cotidiene, deoarece multe domenii sunt în continuare strâns legate de genurile binare. Lucrurile încep să se schimbă totuși, pe măsură ce tot mai multe întreprinderi acceptă tot mai mult genuri non-binare.  Mai multe țări recunosc în mod legal clasificări non-binare sau al treilea gen. Unele societăți non-occidentale recunosc de mult timp persoanele transgender ca fiind un al treilea gen, deși acest lucru nu (sau doar recent)  include recunoașterea legală formală. În societățile occidentale, Australia ar fi fost prima țară care a recunoscut în mod legal a treia clasificare, după recunoașterea lui Alex MacFarlane ca având sex nedeterminat, raportată în 2003. 
În timp ce Statele Unite nu recunosc federal genul non-binar, în 2016, Oregon a devenit primul stat care a recunoscut o identitate non-binară de gen.  Urmând Oregonului, în 2017, California a adoptat un act care le-a permis cetățenilor să se identifice drept „non-binari” pe documentele oficiale.  Începând cu 2019, opt state au legalizat desemnările „non-binar” sau „X” pe anumite documente de identificare.  Unul dintre principalele argumente împotriva includerii unui al treilea identificator de gen în SUA este acela că ar îngreuna aplicarea legii și supravegherea, însă țările care au recunoscut oficial un al treilea marker de gen nu au raportat aceste probleme.  În Statele Unite nu există legi explicite care să protejeze persoanele non-binare împotriva discriminării, cu toate acestea, este ilegal ca un angajator să solicite angajaților să se conformeze stereotipurilor sexuale. 

## Discriminare
În Statele Unite, majoritatea respondenților ai National Transgender Discrimination Survey au ales „Un gen care nu figurează aici”. Acești corespondenți erau cu nouă procente mai predispuși să nu apeleze la asistență medicală din cauza fricii de discriminare decât eșantionul general (36 la sută față de 27 la sută). Nouăzeci la sută au raportat că au avut de suferit din cauza prejudecăților anti-trans la locul de muncă, iar 43 la sută au raportat că au încercat să se sinucidă. 
Majoritatea discriminărilor raportate de persoanele non-binare includ ignoranța, neîncrederea, interacțiunile condescendente și lipsa de respect.  Persoanele non-binare sunt de asemenea privite ca făcând parte dintr-un trend, fiind astfel considerate nesincere sau disperate după atenție.
Greșirea genului este, de asemenea, o problemă cu care se confruntă mulți indivizi, fie că este intenționat sau nu. În cazul greșelilor intenționate, transfobia este cauza principală. De asemenea, subiectul utilizării pronumelor "they"/"them" din limba engleză este de multe ori inclus în discuții mai largi și mai controversate precum spații sigure și corectitudinea politică,  motiv care duce la greșirea intenționată a genului de către unii. În caz de greșire neintenționată, de multe ori este de așteptat ca persoana căreia i s-a greșit genul să consoleze și să ierte persoana care a făcut greșeala. 

## Simboluri și ceremonii

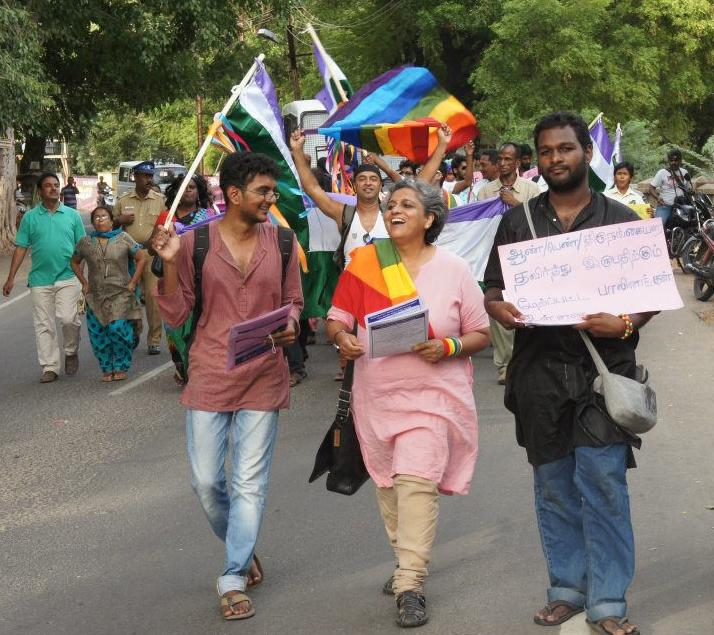
Anjali Gopalan și Gopi Shankar Madurai, inaugurând primul Marș Genderqueer Pride din Asia la Madurai, cu un steag curcubeu și unul genderqueer

Multe steaguri au fost utilizate în comunități non-binare și genderqueer pentru a reprezenta diverse identități. Există steaguri Pride distincte pentru non-binar și genderqueer. Steagul genderqueer a fost proiectat în 2011 de Marilyn Roxie. Culoarea lavandă reprezintă androginia sau queerness, albul reprezintă identitatea agender, iar verdele reprezintă aceia ale căror identități sunt definite în afara binarului.    Steagul non-binar a fost creat în 2014  Galbenul reprezintă persoanele al căror gen există în afara binarului, violetul reprezintă cei care simt că genul lor este un amestec de - sau între - bărbat și femeie, negrul reprezintă persoanele care se simt ca și cum nu ar avea gen,  și albul îi reprezintă pe cei care aparțin mai multor sau tuturor genurilor.
Persoanele genderfluid care se află sub termenul umbrelă genderqueer au și ele propriul lor steag. Rozul reprezintă feminitatea, albul reprezintă lipsa de gen, violetul reprezintă sexul mixt sau androginia, negrul reprezintă toate celelalte genuri, iar albastrul reprezintă masculinitatea.  
Persoanele agender care se identifică uneori ca fiind genderqueer, au propriul lor steag. Acest steag folosește dungi albe și negre pentru a reprezenta absența de gen și o dungă verde pentru a reprezenta genurile non-binare. 
Ziua internațională a persoanelor non-binare este sărbătorită pe 14 iulie.    
| Steagul Pride trans, format din liniile orizontale (de sus în jos) albastru deschis, roz, alb (ce reprezintă persoanele non-binare), roz și albastru deschi. |
| Steagul Pride trans, in care culoarea albă reprezintă persoanele non-binare                                                                                  |

| Steagul Pride agender, format din liniile orizontale (de sus în jos) negru, gri, albe, gri și negru. |
| Steagul Pride agender                                                                                |

| Steagul Pride genderfluid, format din liniile orizontale (de sus în jos) roz, alb, mov, negru și albastru. |
| Steagul Pride genderfluid                                                                                  |

| Steagul Pride genderqueer, format din trei linii orizontale (de sus în jos) mov, alb și verde. |
| Steagul Pride genderqueer                                                                      |

| Steagul Pride non-binar, format din patru linii orizontale (de sus în jos) galben, alb, mov și negru. |
| Steagul Pride non-binar                                                                               |

| Simbolul de gen feminin, întors cu capul în jos, cu un X în loc de cruce. |
| Simbolul genului non-binar                                                |

## Cifre demografice
Un sondaj din 2019 asupra populației Two-Spirit și LGBTQ + din orașul canadian Hamilton, Ontario, numit Mapping the Void: Two-Spirit și LGBTQ + Experiences in Hamilton a arătat că 19% din 906 respondenți se identificau ca non-binari. 
Un sondaj din 2017 asupra persoanelor LGBT + canadiene, numit LGBT + Realities Survey, a constatat că 4% din 1.897 de respondenți se identificau ca persoane non-binare transgender și 1% ca non-binare în afara spectrului transgender. 
Potrivit The Report of the 2015 U.S. Transgender Survey, 35% din cei aproape 28.000 de respondenți transgender ai sondajului online anonim au fost identificați ca non-binari.  
Un sondaj realizat în 2011 de Equality and Human Rights Commission din Marea Britanie a constatat că 0,4% din cei 10,039 respondenți se identificau ca fiind non-binari. 

## Informații corelate
- Intersexualitatea
- Sexul
- Demografia orientării sexuale
- Transexualism